# Autoerotismo (psicoanálisis)
El autoerotismo es un concepto desarrollado por Sigmund Freud, para describir un tipo de sexualidad que se orienta al cuerpo propio, prescindiendo de un objeto externo. En el sentido lato alude a la masturbación, pero en el sentido estricto se refiere a la satisfacción de las pulsiones parciales que caracterizan a la sexualidad infantil. 

 A) En sentido amplio, cualidad de un comportamiento sexual en el cual el sujeto obtiene satisfacción recurriendo únicamente a su propio cuerpo, sin objeto exterior: en este sentido se habla de la masturbación como de un comportamiento autoerótico.

B) Más específicamente, cualidad de un comportamiento sexual infantil precoz, mediante el cual una pulsión parcial, ligada al funcionamiento de un órgano o a la excitación de una zona erógena, encuentra su satisfacción en el mismo lugar, es decir:

1. Sin recurrir a un objeto exterior;

2. Sin referencia a una imagen unificada del cuerpo, a un primer esbozo del yo, como el que caracteriza el narcisismo.